# Ниалл мак Кернайг Сотал

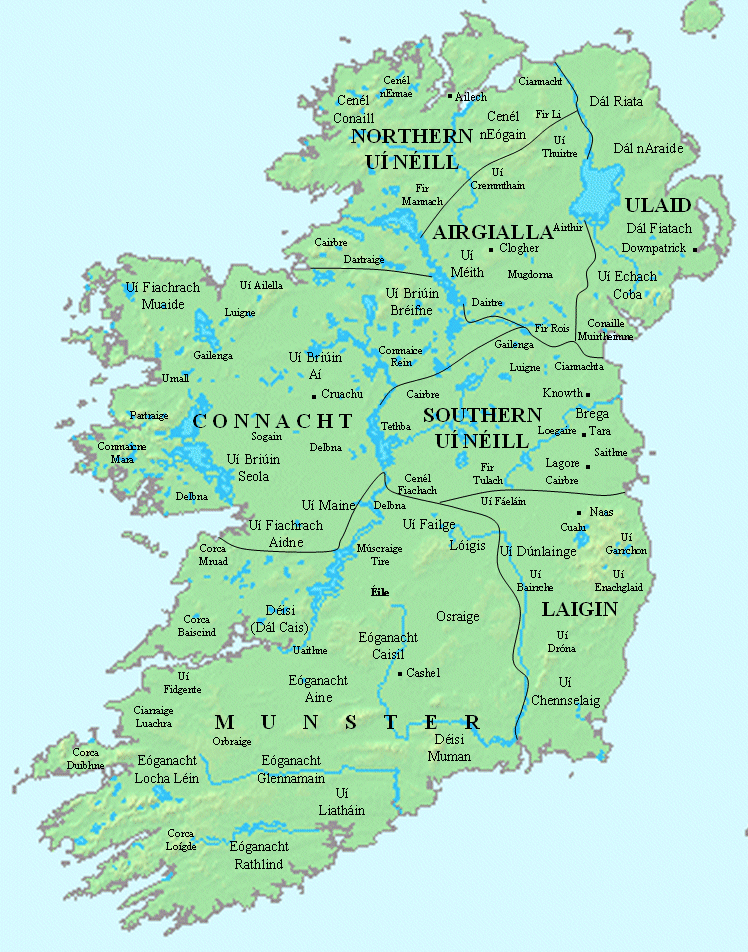
Ирландия в Раннем Средневековье

Ниалл мак Кернайг Сотал (др.‑ирл. Niall mac Cernaig Sotal; убит в 701) — первый король Лагора (Южной Бреги; до 701) из рода Сил Аэдо Слане.

## Биография
Ниалл был сыном умершего в 668 году от чумы Кернаха Сотала и внуком верховного короля Ирландии Диармайта мак Аэдо Слане. Он принадлежал к Уи Хернайг, одной из двух основных ветвей рода Сил Аэдо Слане.
Точно неизвестно, когда Ниалл мак Кернайг Сотал получил власть над Лагором (Южной Брегой). Бо́льшая часть его правления прошла в междоусобицах со своими дальними родственниками, королями Наута (Северной Бреги) из рода Уи Хонайнг. По свидетельству ирландских анналов, в 688 году Ниалл одержал в сражении при Имлех Пихе победу над правителем Северной Бреги Конгалахом мак Конайнгом Куйрре. Правителю Наута удалось бежать, но его союзники, король кианнахтов Дуб да Инбер и правитель Конайлли Муиртемне Уархрид Уа Оиссине, пали на поле боя. По свидетельству «Фрагментарных анналов Ирландии», после этого сражения земли кианнахтов были завоёваны и племя утратило свою независимость. Сражение при Имлех Пихе произошло во время междуцарствия, когда Финснехта Пиролюбивый удалился в монастырь и между ирландскими правителями началась борьба за обладание титулом верховного короля Ирландии. Междоусобицы в Бреге продолжались около года. Они завершились в 689 году, когда Финснехта снова возвратил себе титул верховного короля.
В 697 году Ниалл мак Кернайг Сотал участвовал в Биррском синоде. На нём собрались множество знатных светских и духовных лиц не только из Ирландии, но и из Британии. На синоде по инициативе святого Адамнана был принят свод законов, одним из гарантов выполнения которого был Ниалл. В написанном по этому случаю документе он упомянут как «король Маг Брег». В хартии гарантами также названы брат Ниалла Коналл Грант, упоминаемый как король «части Бреги», и его сын Мане мак Нейлл. Однако эти имена были добавлены к списку гарантов уже в 727 году, а первое использование в ирландских анналах титула «король Южной Бреги» датировано 751 годом.
Ниалл мак Кернайг Сотал был убит в 701 году в Друмайн Уа Касане. Его убийцей был король Северной Бреги Иргалах мак Конайнг Куйрре. По свидетельству «Фрагментарных анналов Ирландии», Ниалл в это время находился под защитой Адомнана. В наказание за преступление святой проклял Иргалаха и всех его потомков. Согласно преданию, супруга короля Бреги была в это время беременна. Она упросила Адомнана оказать снисхождение её ещё не родившемуся ребёнку. Святой исполнил эту просьбу, однако из-за силы наложенного проклятия сын Иргалаха Кинаэд всё равно родился увечным.
Преемником Ниалла мак Кернайнга Сотала на престоле Лагора был его сын Мане мак Нейлл. Кроме него у Ниалла были ещё три сына — Аэд Лаген (погиб в 722 году в сражении при Алмайне), Фогартах (умер в 724 году) и Катал (умер в 729 году). Из них последние два также правили Южной Брегой, а Фогартах мак Нейлл был ещё и верховным королём Ирландии.